# Karlheinz Pflipsen
Karlheinz Pflipsen (født 31. oktober 1970 i Mönchengladbach, Vesttyskland) er en tysk tidligere fodboldspiller (midtbane).
Pflipsen spillede størstedelen af sin karriere hos Borussia Mönchengladbach, som han repræsenterede fra 1989 til 1999. Her var han med til at vinde DFB-Pokalen i 1995 efter finalesejr over VfL Wolfsburg. Han spillede også for Alemannia Aachen, 1860 München og græske Panathinaikos.
Pflipsen spillede desuden én kamp for det tyske landshold, et opgør mod USA 13. juni 1993. Han spillede også ni kampe for landets U/21-landshold.

## Titler
DFB-Pokal
- 1995 med Borussia Mönchengladbach